# Бойко Валерій Володимирович
Бойко Валерій Володимирович (народився 16 лютого 1962, с. Коломак Валківський район, Харківська область) — хірург-клініцист, академік Національної Академії Медичних Наук України, доктор медичних наук, професор, Заслужений працівник охорони здоров'я України, Заслужений діяч науки і техніки України, директор Інституту загальної та невідкладної хірургії ім. В.Т. Зайцева АМН України.

## Біографія
Валерій Володимирович народився 16 лютого 1962 р. в с. Коломак Валківського району Харківської області в сім’ї службовців. Батько, Володимир Якович, працював майстром виробничого цеху. Мати, Лідія Василівна  — фельдшер сільської амбулаторії
З 1969 до 1977 року навчався в Люботинській середній школі № 4, а з 1977 — в Люботинській середній школі № 2, яку з відзнакою закінчив у 1979 році.
Оскільки батько Валерія Володимировича проходив армійську службу на флоті в Мурманську та багато розповідав синові про Баренцове море та північні краї, юнак мріяв про Вище морехідне училище, але за станом здоров’я його не прийняли.  За словами самого Бойка В.В., він «...рано відкрив для себе істину про уразливість людини перед хворобами і неминучість людських страждань». Валерію Володимировичу прийшло усвідомлення того, що він, як і мати, хоче допомагати людям. Так Бойко зробив свій вибір на користь медицини та в 1979 році вступив до Харківського медичного інституту (тепер Харківський національний медичний університет) на лікувальний факультет. Будучи студентом він працював медбратом та санітаром.
У 1985 році закінчив з відзнакою Харківський медичний інститут. Для продовження наукової роботи Бойко В.В. був направлений до Харківського Науково-дослідного інституту загальної та невідкладної хірургії, де проходив інтернатуру за фахом «Хірургія». По закінченні інтернатури (1986 р.) працював лікарем-хірургом у відділенні гострих захворювань судин, далі — у відділенні невідкладної хірургії та хірургічних інфекцій. Під керівництвом проф. В.Т. Зайцева в 1990 році успішно захистив кандидатську дисертацію «Оптимизация результатов хирургического лечения больных язвенными дуоденальними кровотечениями с учетом моторно-эвакуаторной функции желудка», яка мала мету визначити причини післяопераційних патологічних розладів, знайти  засоби їх  прогнозування та методи профілактики та  ефективного лікування. У 1991 році Валерій Володимирович Бойко в  м. Москві пройшов курси «Винахідництво і патентознавство», після яких його прийняли  до кафедри госпітальної хірургії та урології ХМІ на посаду асистента. У 1992 році захистив докторську дисертацію «Клинико-экспериментальное обоснование хирургического лечения больных пенетрирующими язвами двенадцатиперстной кишки», ставши в 30 років наймолодшим доктором медичних наук України.
За свій трудовий шлях Бойко був доцентом (1993 р.), присуджене вчене звання професора (1997 р.), працював провідним науковим співробітником Харківського НДІ загальної та невідкладної хірургії. 
У 1997 р. Валерій Володимирович став проректором Харківського медичного інституту з наукової роботи, з вересня 1999 р. по теперішній час — директором Харківського НДІ загальної та невідкладної хірургії.  Від січня 2000 р. до тепер очолює кафедру хірургії № 1 ХНМУ. 
У 2002 році закінчив Харківський державний економічний університет за фахом «Фінанси».  
У 2016 році отримує третю вищу освіту в Національному технічному університеті «Харківський політехнічний інститут» за фахом «Педагогіка вищої школи».
Депутат Харківської обласної ради  VIII скликання (2020)

## Наукова та педагогічна діяльність
Як  згадує Валерій Володимирович, «на третьому курсі медінституту вже глибоко займався наукою, впровадженням в хірургію матеріалів, що мають «пам’ять» форми», за що неодноразово був нагороджений дипломами першого ступеня.
Основні напрямки його наукової діяльності пов’язані з вивченням проблем торакальної, серцево-судинної, абдомінальної хірургії, невідкладної онкохірургії, хірургії гнійно-септичних станів та їх ускладнень, політравми, а також вивчав дії вкрай високочастотного випромінення. Валерій Володимирович Бойко є автором квантово-біологічної теорії, яка відкриває можливості для створення і вдосконалення біонанотехнологічних пристроїв для діагностики і лікування багатьох захворювань.
Бойко В.В. розробив та впровадив нові методики оперативних втручань, якісно нову стратегію профілактики і лікування критичної ішемії нижніх кінцівок.
З 2000 року очолює регіональні науково-навчально-виробничі об’єднання «Хірургія» та «Політравма». Також він курирує обласний центр протирадіаційного захисту населення, госпіталь МВС з питань хірургії.
Наукові досягнення вченого – це більш ніж 2300 наукових праць, серед них понад 550 авторських свідоцтв та патентів України, понад 110 монографій, близько 1700 статей та тез. Під його керівництвом та консультативним наглядом виконані та захищені 101 кандидатська та 34 докторських дисертацій. 
Головний редактор фахового журналу «Харківська хірургічна школа», член редакційних колегій журналів «Клінічна хірургія», «Шпитальна хірургія», «Клінічна та експериментальна медицина», «Фотобіологія та фотомедицина», «Міжнародний медичний журнал», «Український хірургічний журнал», «Медицина невідкладних станів» та ін.
Член Вченої Ради МОЗ України, член Спеціалізованої вченої ради «Хірургія» ХНМУ, член координаційних рад «Хірургія» і «Лазери». Голова Харківського осередку Товариства хірургів України (з 2000 року). Член президії Європейської асоціації хірургів і асоціації хірургії травми та інтенсивної терапії.

## Нагороди
- стипендіат Кабінету Міністрів України для молодих учених (1995-1996)
- професор (1997)
- переможець IV Харківського обласного конкурсу «Вища школа Харківщини — кращі імена» в номінації «Завідувач кафедри» (2002)
- Державна премія України в галузі науки і техніки (2005)
- почесне звання «Заслужений працівник охорони здоров’я України» (2005)
- почесний громадянин м. Люботина (2007)[5]
- переможець Харківського обласного конкурсу «Вища школа Харківщини — кращі імена» в номінації «Кращий науковець» (2008)
- заслужений діяч науки і техніки України (2008)
- почесний громадянин м. Харкова (2014)[6]
- почесний громадянин Харківської області (2016)[7]
- академік Академії наук вищої освіти України (відділення медицини) (2012)
- лауреат Премії міжнародної Асоціації відкриттів «П’єзобіосинтез» (2013)[3]
- орден «За заслуги III ступеню» (2011)
- орден Святого Пантелеймона у номінації «Новатор охорони здоров'я» (2018)
- Світова медаль свободи (2005)
- звання «Професіонал року» (2005) від Американського біографічного товариства
- медаль Марії Кюрі (2006) за заслуги в хірургії (Кембрідж, Англія).
- почесна нагорода «Свята Софія» (2005) від Асоціації ділових кіл Києва
- Почесний громадянин Харківської області (2016)[8].

## Основні наукові праці
- Квантово-биологическая теория: монография / Ю. В. Авдосев, Л. О. Аверянова, А. И. Бих и др.; Под общ. ред. В. В. Бойко и М. А. Красноголовца. — Харьков : Факт, 2003. — 968 с.
- Бойко, В. В. Закрита травма живота / В. В. Бойко, М. Г. Кононенко. — Харків, 2008. — 528 с.
- Флорикян А.К., Бойко В.В. Хирургия новообразований средостения: руководство / А. К. Флорикян, В. В. Бойко. — Х.: ООО ЭДЭНА, 2009. — 472 с.
- Политравма. Руководство для врачей. В 2 томах / Под общей редакцией В. В. Бойко, П.Н. Замятина. — 2-е изд., перераб. и доп. — Харьков : Фактор, 2011.
- Онкохирургия. Руководство для врачей. В 4-х томах / Под общей редакцией В. В. Бойко, П. Н. Замятина. — Харьков : Фактор, 2012.
- Пьезобиосинтез: предпосылки, гипотезы, факты : монография : в 4 томах  / В. В. Бойко [и др.] ; общ. ред.: В. В. Бойко, Е. И. Сокол, П. Н. Замятин ; Харьковский политехнический ин-т, нац. техн. ун-т. — Харьков : Підручник НТУ “ХПІ”, 2016. — ISBN 978-617-687-080-7 (полное изд.).
- Комбіновані операції на легенях і серці / В. В. Бойко, А. Г. Краснояружський, Ю. М. Скібо, І. В. Полівенок. — Харків: Промінь, 2016. — 160 с.
- Жовчні нориці / В. В. Бойко, Р. М.Смачило, О. В. Малоштан, О. М. Тищенко. — Харків: Промінь. — 2017.
- Кісти та абсцеси печінки / В.В. Бойко, О.В.Малоштан, А.О.Малоштан, Р.М.Смачило. — Харків: Промінь, 2018. — 176 с.
- Патогенетичні аспекти антибіотикотерапії за хірургічної інфекції / [В.В. Бойко, В.П. Польовий, І.А. Криворучко, Л.Я. Федонюк, Ю.В. Іванова, С.П. Польова, О.В. Пастернак, Р.І. Сидорчук]. — 2018. – Харків-Чернівці. — 488 с. та інш[9].

## Пам'ять
Ім’ям Бойка Валерія Володимировича названі симптоми, які використовуються в діагностиці апендициту: «симптом Бойка-Проніна» та «симптом Проніна-Бойка».